# 東京都第6区
東京都第6区（とうきょうとだい6く）は、日本の衆議院議員総選挙における選挙区。1994年（平成6年）の公職選挙法改正で設置。

## 区域

### 現在の区域
2022年（令和4年）公職選挙法改正以降の区域は以下のとおりである。若林・上町は6区から5区に移行した。
- 世田谷区の一部（北部および西部）
  - 経堂・梅丘・新代田・北沢・松原・松沢・祖師谷・成城・船橋・喜多見・砧・上北沢・上祖師谷・烏山の各まちづくりセンター管内

### 2017年から2022年までの区域
2017年（平成29年）公職選挙法改正から2022年の小選挙区改定までの区域は以下のとおりである。2017年の区割変更に伴い、代沢・太子堂は6区から5区に移行した。
- 世田谷区の一部（北部および西部）
  - 若林・上町・経堂・梅丘・新代田・北沢・松原・松沢・祖師谷・成城・船橋・喜多見・砧・上北沢・上祖師谷・烏山の各まちづくりセンター管内

### 2013年から2017年までの区域
2013年（平成25年）公職選挙法改正から2017年の小選挙区改定までの区域は以下のとおりである。2013年の区割変更に伴い、池尻・三宿は6区から5区に移行した。
- 世田谷区
  - 若林・上町・梅丘・代沢・新代田・松原・松沢・祖師谷・船橋・喜多見・砧・上北沢・上祖師谷の各まちづくりセンター管内
  - 経堂・太子堂・北沢・成城・烏山の各出張所管内

### 2013年以前の区域
1994年（平成6年）公職選挙法改正から2013年の小選挙区改定までの区域は以下のとおりである。
- 世田谷区（5区に属しない区域）
  - 若林・上町・経堂・梅丘・太子堂・池尻・代沢・新代田・北沢・松原・松沢・祖師谷・成城・船橋・喜多見・砧・上北沢・上祖師谷・烏山の各出張所管内

世田谷区のうち、南東部（東京都第5区に属す地域）を除いた、北部および西部が区域となる。23区内でも有数の住宅地であり、無党派層が多い。2008年9月に総務省が公表した数値によれば全国の小選挙区の中では千葉県第4区に次いで有権者が多かった。

## 歴史
1996年の総選挙では、新進党新人の岩國哲人が初当選。2000年の総選挙では、民主党の石井紘基が自民党の越智通雄ら大差を破り当選した。
しかし、石井は2002年10月25日に自宅前で右翼団体の男に刺殺され（石井紘基刺殺事件）、翌2003年4月27日に補欠選挙が行われた。この補選では、民主党の小宮山洋子が元職の越智通雄らを大差で退け初当選した。同年の総選挙では引退した通雄に代わって次男の越智隆雄が出馬したが小宮山に5万票以上の大差を付けられて落選。2005年の総選挙では、郵政解散の追い風に乗った越智が小宮山を6,467票差で破り当選し（小宮山も比例で復活当選）、自民が1996年以来4度目の選挙で初の小選挙区議席を獲得した。越智家にとっては親子二代で初の小選挙区当選でもあった。2009年の総選挙では民主党の追い風を受けて小宮山が雪辱し、自民党の逆風により7万票以上の大差で敗れた隆雄は比例でも復活できずに議席を失った。2012年の選挙では逆に隆雄が雪辱を果たす。選挙前まで厚生労働大臣を務めていた小宮山は、民主党への逆風も相俟って3万票近い票差を付けられ議席を失った。2014年の総選挙でも引き続き隆雄が勝利。民主党は公認候補を擁立できず、維新の党公認の落合貴之が比例復活で当選した。2017年の総選挙では、立憲民主党から出馬した落合が隆雄との激戦を1,978票差で制した（隆雄も比例で復活）。2021年も落合が4,983票差で隆雄を退け、連続当選を果たした。なお、1996年以降当選挙区では、比例復活当選の議員が7人もいる。2024年は出馬を取りやめた隆雄に代わり自民党から立候補した前都議の土屋美和を43,323票差で落合が下し、比例復活も許さなかった。
越智隆雄は母方の祖父に福田赳夫、叔父に福田康夫と内閣総理大臣を持ち、赳夫の娘婿である父の通雄も経済企画庁長官を務めるなどの経歴を有する世襲議員の一人である。隆雄のこれまでの選挙では通算3勝4敗。父の通雄は、中選挙区時代を含めて3回の落選と1度の比例復活を経験していて、同区での小選挙区当選を一度も果たせないまま引退した。隆雄は2017年の選挙で、父と並ぶ3回目の落選と1度目の比例復活となり、2021年の選挙で比例復活の回数を2度に伸ばした。2024年には派閥の政治資金問題を受け、隆雄は自身は適切な会計処理をしてきたとしながらも、不記載議員として扱われており、有権者への説明が困難であるとして総選挙に出馬しなかった。

## 選出議員
| 選挙名                   | 年     | 当選者     | 党派             | 備考                |
| ------------------------ | ------ | ---------- | ---------------- | ------------------- |
| 第41回衆議院議員総選挙   | 1996年 | 岩國哲人   | 新進党           |                     |
| 第42回衆議院議員総選挙   | 2000年 | 石井紘基   | 民主党           |                     |
| 第42回衆議院議員補欠選挙 | 2003年 | 小宮山洋子 | 民主党           | ※石井の死去に伴う。 |
| 第43回衆議院議員総選挙   | 2003年 | 小宮山洋子 | 民主党           |                     |
| 第44回衆議院議員総選挙   | 2005年 | 越智隆雄   | 自由民主党       |                     |
| 第45回衆議院議員総選挙   | 2009年 | 小宮山洋子 | 民主党           |                     |
| 第46回衆議院議員総選挙   | 2012年 | 越智隆雄   | 自由民主党       |                     |
| 第47回衆議院議員総選挙   | 2014年 | 越智隆雄   | 自由民主党       |                     |
| 第48回衆議院議員総選挙   | 2017年 | 落合貴之   | 立憲民主党（旧） |                     |
| 第49回衆議院議員総選挙   | 2021年 | 落合貴之   | 立憲民主党（新） |                     |
| 第50回衆議院議員総選挙   | 2024年 | 落合貴之   | 立憲民主党（新） |                     |

## 選挙結果
時の内閣：第1次石破内閣 解散日：2024年10月9日 公示日：2024年10月15日
当日有権者数：39万9276人 最終投票率：58.82% （全国投票率：53.85%（2.08%））
| 当落 | 候補者名 | 年齢 | 所属党派     | 新旧 | 得票数    | 得票率 | 惜敗率 | 推薦・支持 | 重複 |
| ---- | -------- | ---- | ------------ | ---- | --------- | ------ | ------ | ---------- | ---- |
| 当   | 落合貴之 | 45   | 立憲民主党   | 前   | 107,222票 | 47.40% | ――     |            | ○    |
|      | 土屋美和 | 47   | 自由民主党   | 新   | 63,899票  | 28.25% | 59.60% | 公明党推薦 | ○    |
|      | 河村建一 | 48   | 日本維新の会 | 新   | 32,887票  | 14.54% | 30.67% |            | ○    |
|      | 望月正謹 | 34   | 参政党       | 新   | 22,179票  | 9.81%  | 20.69% |            | ○    |

- 望月は2025年東京都議会議員選挙（世田谷区選挙区）に立候補し当選。

時の内閣：第1次岸田内閣 解散日：2021年10月14日 公示日：2021年10月19日
当日有権者数：46万7339人 最終投票率：60.36%（前回比：4.94%） （全国投票率：55.93%（2.25%））
| 当落 | 候補者名 | 年齢 | 所属党派     | 新旧 | 得票数    | 得票率 | 惜敗率 | 推薦・支持                             | 重複 |
| ---- | -------- | ---- | ------------ | ---- | --------- | ------ | ------ | -------------------------------------- | ---- |
| 当   | 落合貴之 | 42   | 立憲民主党   | 前   | 110,169票 | 40.08% | ――     | れいわ新選組・社会民主党東京都連合推薦 | ○    |
| 比当 | 越智隆雄 | 57   | 自由民主党   | 前   | 105,186票 | 38.27% | 95.48% | 公明党推薦                             | ○    |
|      | 碓井梨恵 | 36   | 日本維新の会 | 新   | 59,490票  | 21.64% | 54.00% |                                        | ○    |

時の内閣：第3次安倍第3次改造内閣 解散日：2017年9月28日 公示日：2017年10月10日
当日有権者数：45万6048人 最終投票率：55.42%（前回比：0.06%） （全国投票率：53.68%（1.02%））
| 当落 | 候補者名   | 年齢 | 所属党派   | 新旧 | 得票数    | 得票率 | 惜敗率 | 推薦・支持 | 重複 |
| ---- | ---------- | ---- | ---------- | ---- | --------- | ------ | ------ | ---------- | ---- |
| 当   | 落合貴之   | 38   | 立憲民主党 | 前   | 100,400票 | 40.81% | ――     |            | ○    |
| 比当 | 越智隆雄   | 53   | 自由民主党 | 前   | 98,422票  | 40.01% | 98.03% | 公明党     | ○    |
|      | 植松恵美子 | 49   | 希望の党   | 新   | 42,862票  | 17.42% | 42.69% |            | ○    |
|      | 中岡茉妃   | 26   | 幸福実現党 | 新   | 4,307票   | 1.75%  | 4.29%  |            |      |

時の内閣：第2次安倍改造内閣 解散日：2014年11月21日 公示日：2014年12月2日
当日有権者数：46万9925人 最終投票率：55.48%（前回比：7.86%） （全国投票率：52.66%（6.66%））
| 当落 | 候補者名 | 年齢 | 所属党派   | 新旧 | 得票数    | 得票率 | 惜敗率 | 推薦・支持 | 重複 |
| ---- | -------- | ---- | ---------- | ---- | --------- | ------ | ------ | ---------- | ---- |
| 当   | 越智隆雄 | 50   | 自由民主党 | 前   | 110,872票 | 44.10% | ――     | 公明党     | ○    |
| 比当 | 落合貴之 | 35   | 維新の党   | 新   | 88,915票  | 35.37% | 80.20% |            | ○    |
|      | 岸武志   | 43   | 日本共産党 | 新   | 51,595票  | 20.52% | 46.54% |            |      |

時の内閣：野田第3次改造内閣 解散日：2012年11月16日 公示日：2012年12月4日
当日有権者数：48万4860人 最終投票率：63.34%（前回比：2.33%） （全国投票率：59.32%（9.96%））
| 当落 | 候補者名   | 年齢 | 所属党派     | 新旧 | 得票数   | 得票率 | 惜敗率 | 推薦・支持 | 重複 |
| ---- | ---------- | ---- | ------------ | ---- | -------- | ------ | ------ | ---------- | ---- |
| 当   | 越智隆雄   | 48   | 自由民主党   | 元   | 98,112票 | 32.92% | ――     | 公明党     | ○    |
|      | 小宮山洋子 | 64   | 民主党       | 前   | 70,126票 | 23.53% | 71.48% | 国民新党   | ○    |
|      | 花輪智史   | 46   | 日本維新の会 | 新   | 52,724票 | 17.69% | 53.74% |            | ○    |
|      | 落合貴之   | 33   | みんなの党   | 新   | 52,325票 | 17.56% | 53.33% |            | ○    |
|      | 佐藤直樹   | 33   | 日本共産党   | 新   | 24,725票 | 8.30%  | 25.20% |            |      |

- 小宮山は選挙後、政界引退。
- 花輪は2013年の東京都議会議員選挙に日本維新の会から世田谷区選挙区で出馬するも落選。2017年の第48回衆議院議員総選挙では希望の党公認で宮崎3区から出馬。

時の内閣：麻生内閣 解散日：2009年7月21日 公示日：2009年8月18日
当日有権者数：48万1818人 最終投票率：65.67%（前回比：0.64%） （全国投票率：69.28%（1.77%））
| 当落 | 候補者名   | 年齢 | 所属党派   | 新旧 | 得票数    | 得票率 | 惜敗率 | 推薦・支持 | 重複 |
| ---- | ---------- | ---- | ---------- | ---- | --------- | ------ | ------ | ---------- | ---- |
| 当   | 小宮山洋子 | 60   | 民主党     | 前   | 174,367票 | 56.36% | ――     |            | ○    |
|      | 越智隆雄   | 45   | 自由民主党 | 前   | 102,944票 | 33.27% | 59.04% |            | ○    |
|      | 佐藤直樹   | 30   | 日本共産党 | 新   | 27,105票  | 8.76%  | 15.54% |            |      |
|      | 中岡陽子   | 48   | 幸福実現党 | 新   | 4,986票   | 1.61%  | 2.86%  |            |      |

時の内閣：第2次小泉改造内閣 解散日：2005年8月8日 公示日：2005年8月30日 最終投票率：65.03% （全国投票率：67.51%（7.65%））
| 当落 | 候補者名   | 年齢 | 所属党派   | 新旧 | 得票数    | 得票率 | 惜敗率 | 推薦・支持 | 重複 |
| ---- | ---------- | ---- | ---------- | ---- | --------- | ------ | ------ | ---------- | ---- |
| 当   | 越智隆雄   | 41   | 自由民主党 | 新   | 136,750票 | 46.31% | ――     |            | ○    |
| 比当 | 小宮山洋子 | 56   | 民主党     | 前   | 130,283票 | 44.12% | 95.27% |            | ○    |
|      | 田中美代子 | 58   | 日本共産党 | 新   | 28,252票  | 9.57%  | 20.66% |            |      |

時の内閣：第1次小泉第2次改造内閣 解散日：2003年10月10日 公示日：2003年10月28日 （全国投票率：59.86%（2.63%））
| 当落 | 候補者名   | 年齢 | 所属党派   | 新旧 | 得票数    | 得票率 | 惜敗率 | 推薦・支持 | 重複 |
| ---- | ---------- | ---- | ---------- | ---- | --------- | ------ | ------ | ---------- | ---- |
| 当   | 小宮山洋子 | 55   | 民主党     | 前   | 131,715票 | 52.20% | ――     |            | ○    |
|      | 越智隆雄   | 39   | 自由民主党 | 新   | 78,650票  | 31.17% | 59.71% |            | ○    |
|      | 保坂展人   | 47   | 社会民主党 | 前   | 23,320票  | 9.24%  | 17.70% |            | ○    |
|      | 田中美代子 | 56   | 日本共産党 | 新   | 18,625票  | 7.38%  | 14.14% |            |      |

- 保坂は第44回は比例東京ブロック単独候補として当選、第45回は8区に国替えするも落選。2011年から世田谷区長。

投票日：2003年4月27日

当日有権者数：457,386人　最終投票率：40.63%

| 当落 | 候補者名   | 年齢 | 所属党派   | 新旧 | 得票数   | 得票率 | 推薦・支持 |
| ---- | ---------- | ---- | ---------- | ---- | -------- | ------ | ---------- |
| 当   | 小宮山洋子 | 54   | 民主党     | 新   | 99,600票 | 56.00% |            |
|      | 越智通雄   | 74   | 自由民主党 | 元   | 57,783票 | 32.49% |            |
|      | 田中美代子 | 56   | 日本共産党 | 新   | 20,483票 | 11.52% |            |

時の内閣：第1次森内閣 解散日：2000年6月2日 公示日：2000年6月13日 （全国投票率：62.49%（2.84%））
| 当落 | 候補者名   | 年齢 | 所属党派   | 新旧 | 得票数   | 得票率 | 惜敗率 | 推薦・支持 | 重複 |
| ---- | ---------- | ---- | ---------- | ---- | -------- | ------ | ------ | ---------- | ---- |
| 当   | 石井紘基   | 59   | 民主党     | 前   | 93,919票 | 37.31% | ――     |            | ○    |
|      | 越智通雄   | 71   | 自由民主党 | 前   | 55,821票 | 22.18% | 59.44% |            | ○    |
| 比当 | 保坂展人   | 44   | 社会民主党 | 前   | 38,167票 | 15.16% | 40.64% |            | ○    |
| 比当 | 鈴木淑夫   | 68   | 自由党     | 前   | 30,914票 | 12.28% | 32.92% |            | ○    |
|      | 水無瀬攻   | 56   | 日本共産党 | 新   | 26,130票 | 10.38% | 27.82% |            |      |
|      | 斉藤りえ子 | 41   | 自由連合   | 新   | 6,765票  | 2.69%  | 7.20%  |            |      |

- 保坂は22区からの国替え。

時の内閣：第1次橋本内閣 解散日：1996年9月27日 公示日：1996年10月8日 （全国投票率：59.65%（8.11%））
| 当落 | 候補者名 | 年齢 | 所属党派   | 新旧 | 得票数   | 得票率 | 惜敗率 | 推薦・支持 | 重複 |
| ---- | -------- | ---- | ---------- | ---- | -------- | ------ | ------ | ---------- | ---- |
| 当   | 岩國哲人 | 60   | 新進党     | 新   | 82,106票 | 34.46% | ――     |            |      |
| 比当 | 越智通雄 | 67   | 自由民主党 | 前   | 62,518票 | 26.24% | 76.14% |            | ○    |
| 比当 | 石井紘基 | 55   | 民主党     | 前   | 52,014票 | 21.83% | 63.35% |            | ○    |
|      | 水無瀬攻 | 53   | 日本共産党 | 新   | 29,636票 | 12.44% | 36.09% |            |      |
|      | 大村博   | 54   | 社会民主党 | 新   | 10,384票 | 4.36%  | 12.65% |            | ○    |
|      | 北里正治 | 42   | 無所属     | 新   | 1,590票  | 0.67%  | 1.94%  |            | ×    |

- 岩國はのちに民主党に合流し、第42回は比例単独で当選、第43回以降は神奈川8区へ国替え。